# Нижний Новгород в искусстве
Ни́жний Но́вгород (Го́рький) нашёл своё отражение во многих произведениях искусства прошлых веков и современности. Во времена Советского Союза, в силу своей закрытости, город редко появлялся в массовой культуре. С начала 90-х годов образы города вновь стали набирать популярность у современных деятелей искусства.

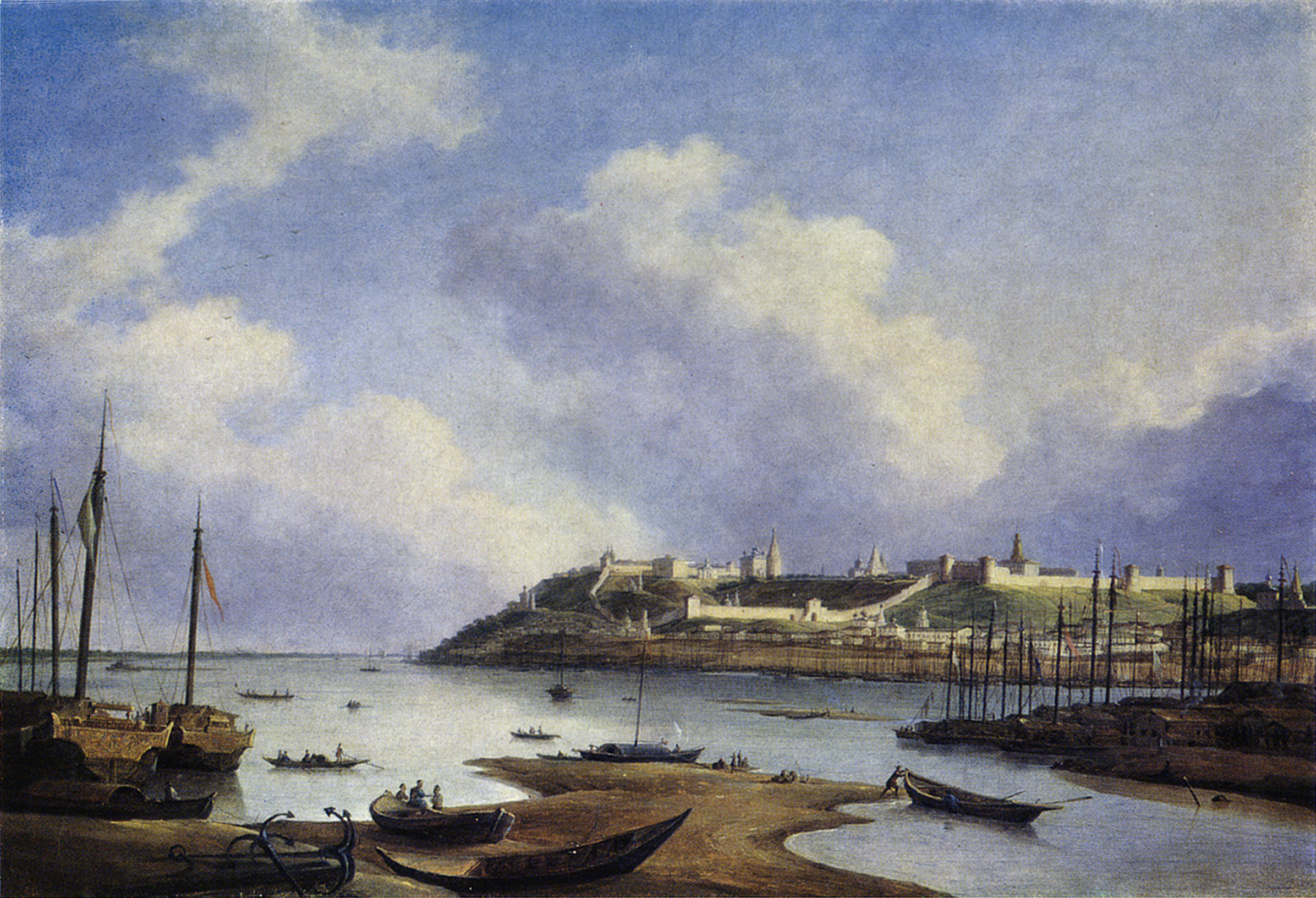
Н. Г. Чернецов. Вид Нагорной части Нижнего Новгорода, Стрелки и Нижегородского Кремля. 1838

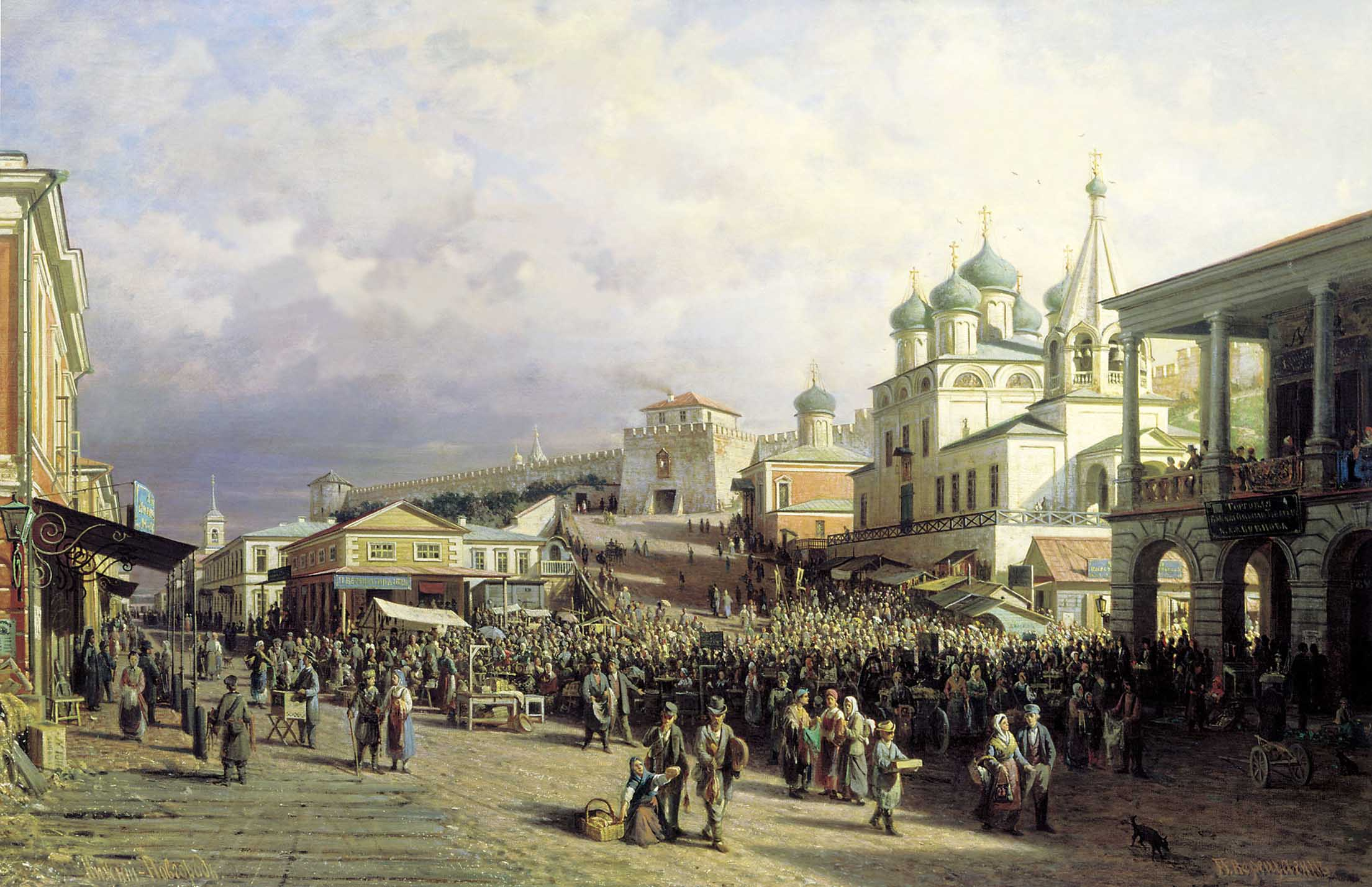
В. В. Верещагин. Нижний посад. 1872

## Изобразительное искусство

### Живопись
Художники прошлых веков часто посещали Нижний Новгород, так как в городе было большое количество старой деревянной застройки, множество красивых церквей и Нижегородская ярмарка. Одной из самых больших и известных картин является «Воззвание Минина» К. Е. Маковского.
Нижегородские виды изображали многие художники: серия пейзажей Константина Юона, изображения Кремля Николая Рёриха, панорамные виды Никанора Чернецова и многие другие.

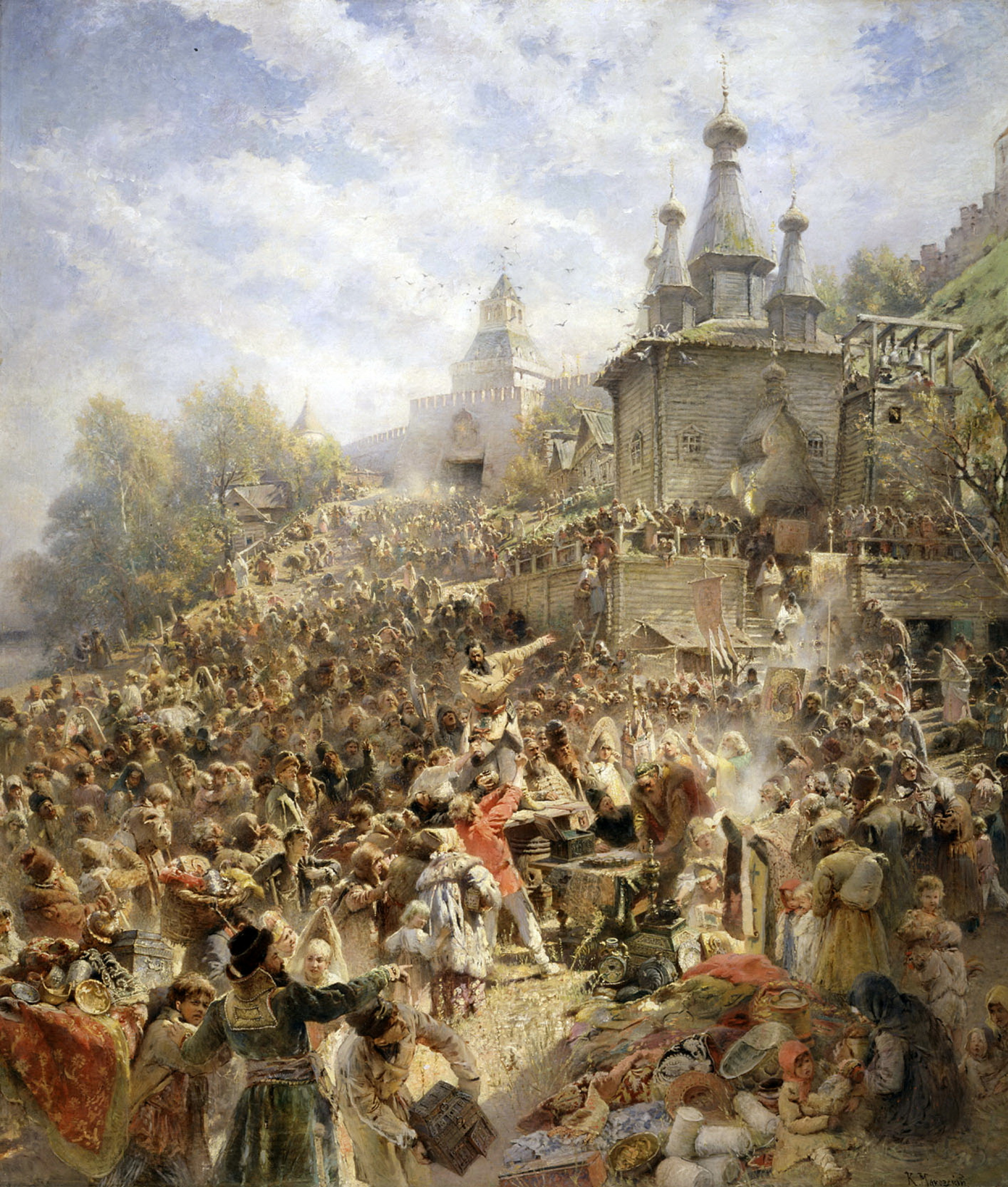
К. Е. Маковский. Воззвание Минина. 1896
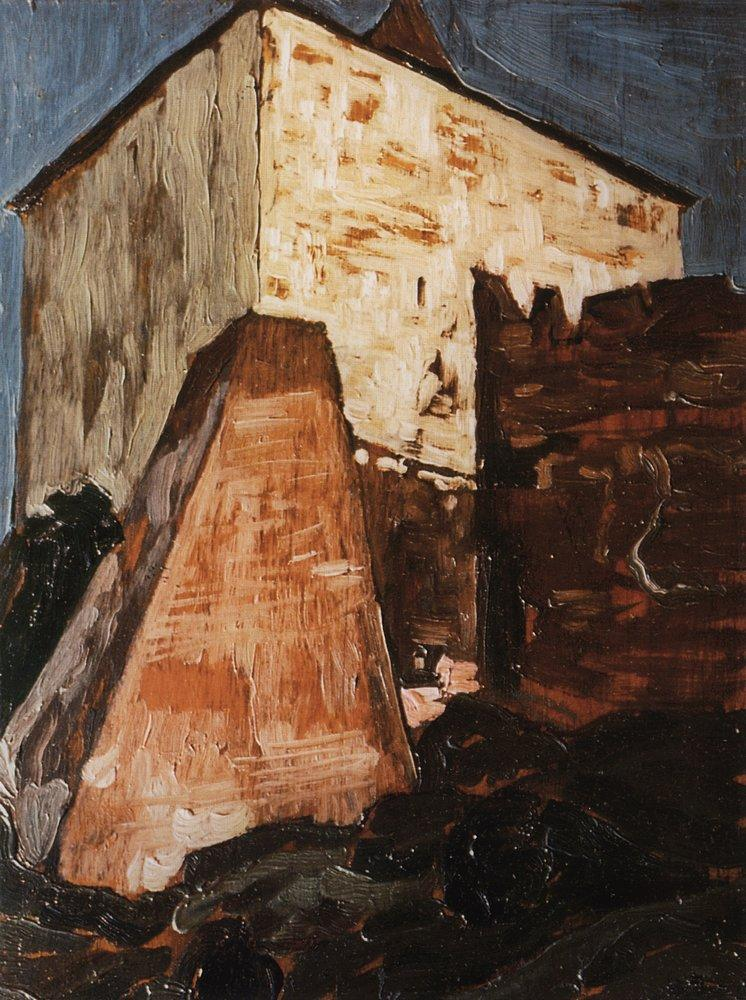
Н. К. Рерих. Георгиевская башня Кремля. 1903
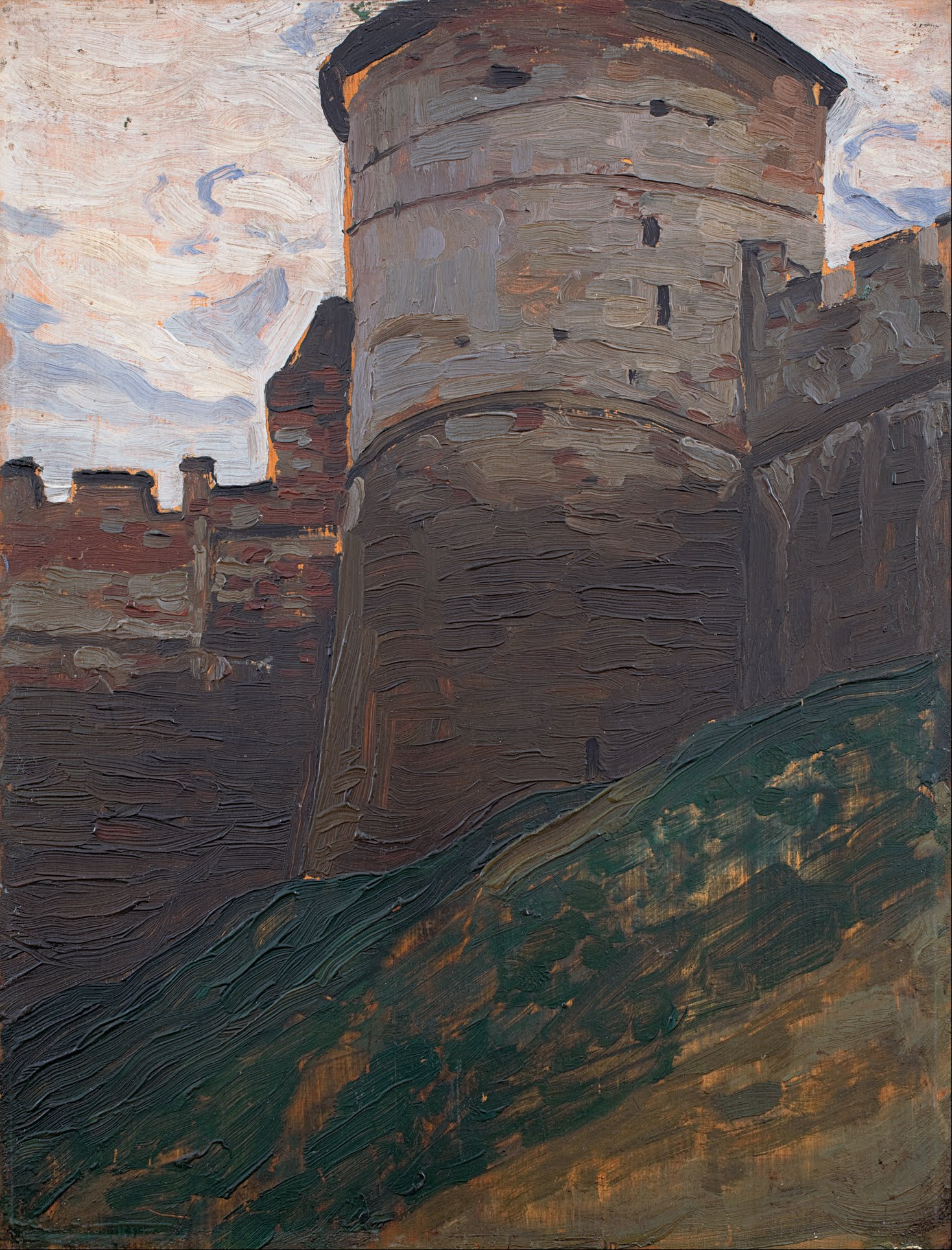
Н. К. Рерих. Часовая башня Кремля. 1903
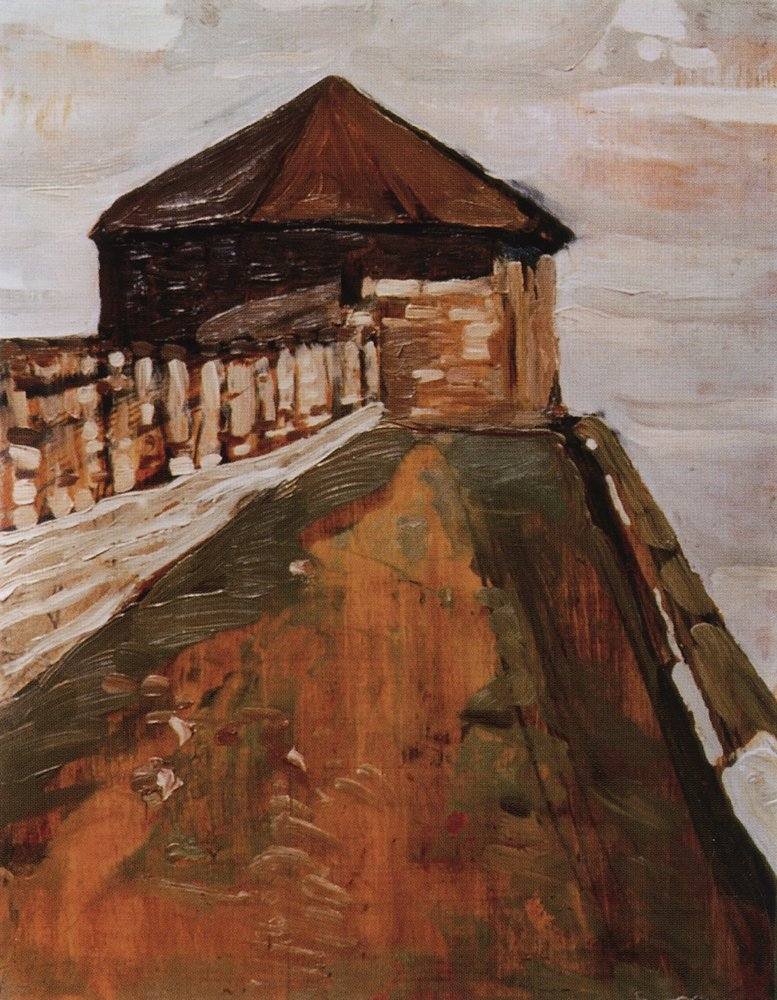
Н. К. Рерих. Сторожевая (Часовая) башня Кремля. 1903
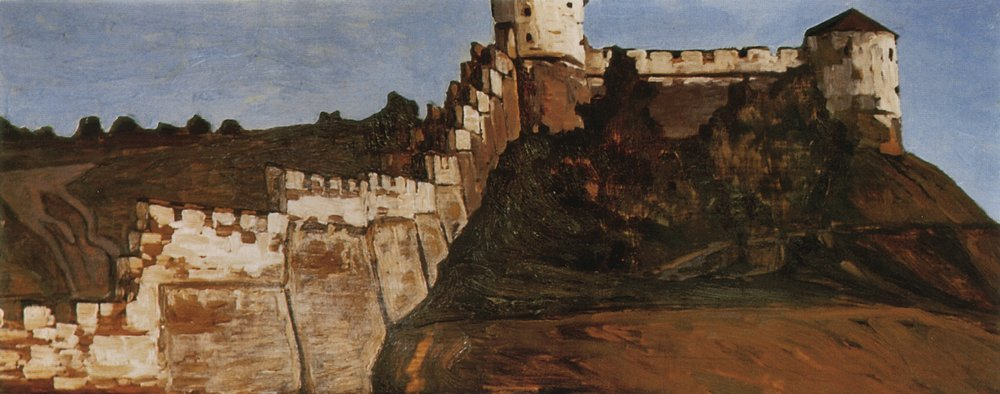
Н. К. Рерих. Кремлёвская стена. 1903
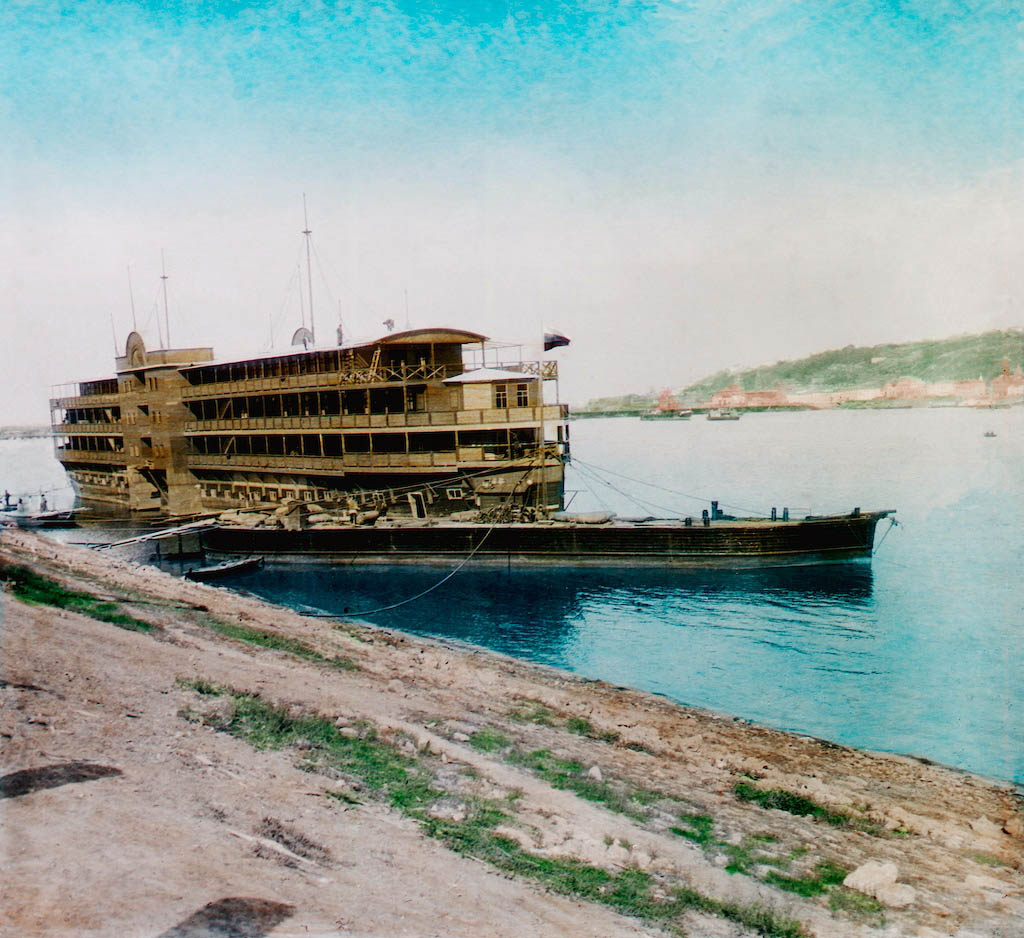
Ф. Краткий. Плавучая гостиница на Оке при Нижегородской ярмарке. 1896
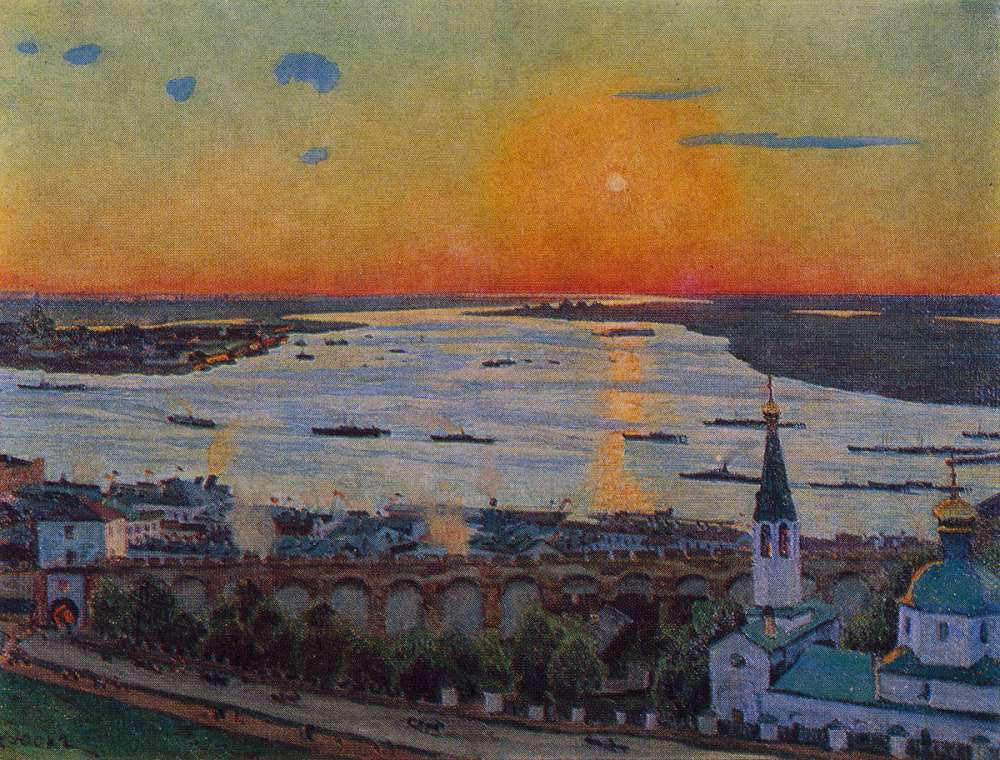
К. Ф. Юон. Закат на Волге. 1911
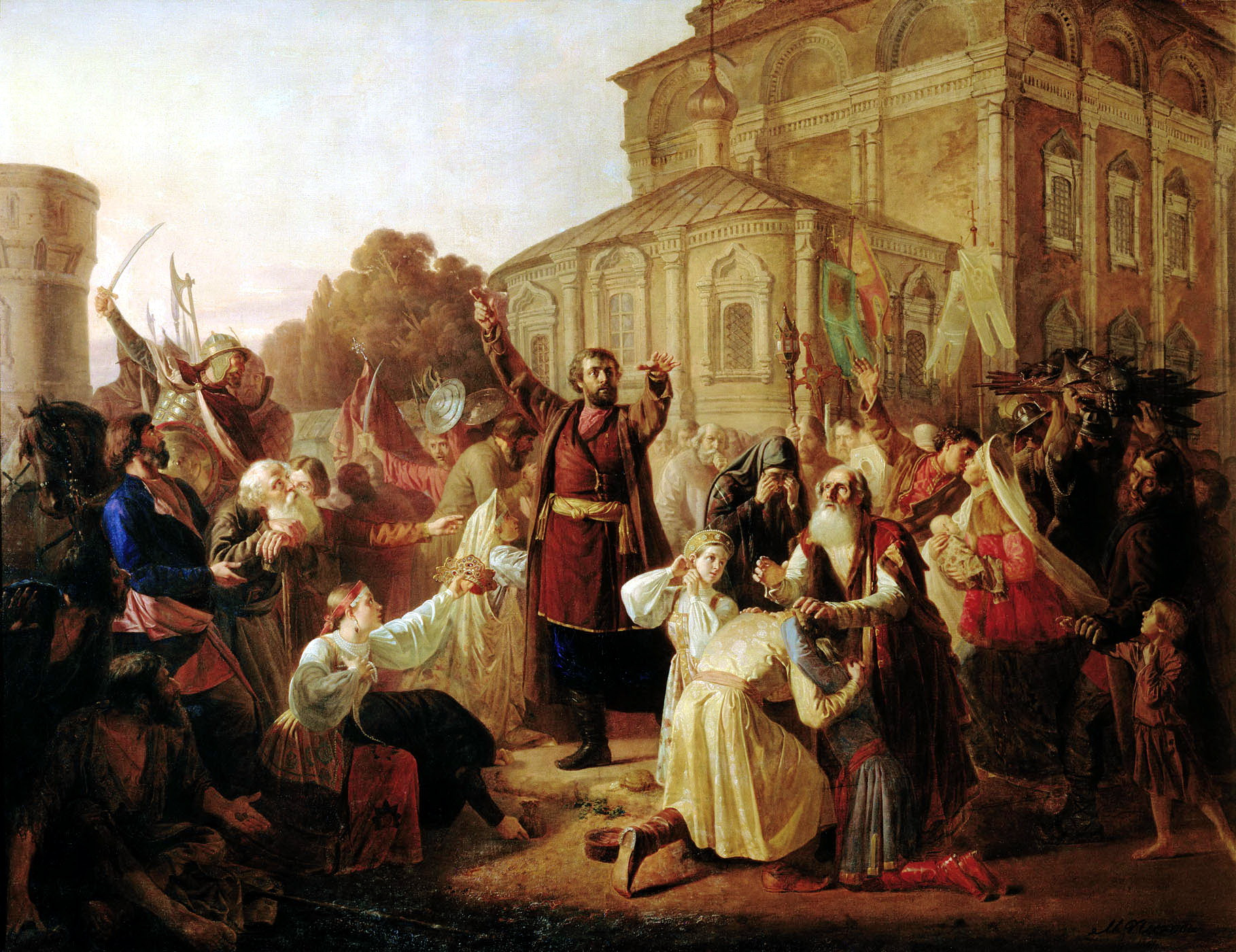
М. И. Песков. Воззвание Минина к нижегородцам. 1861
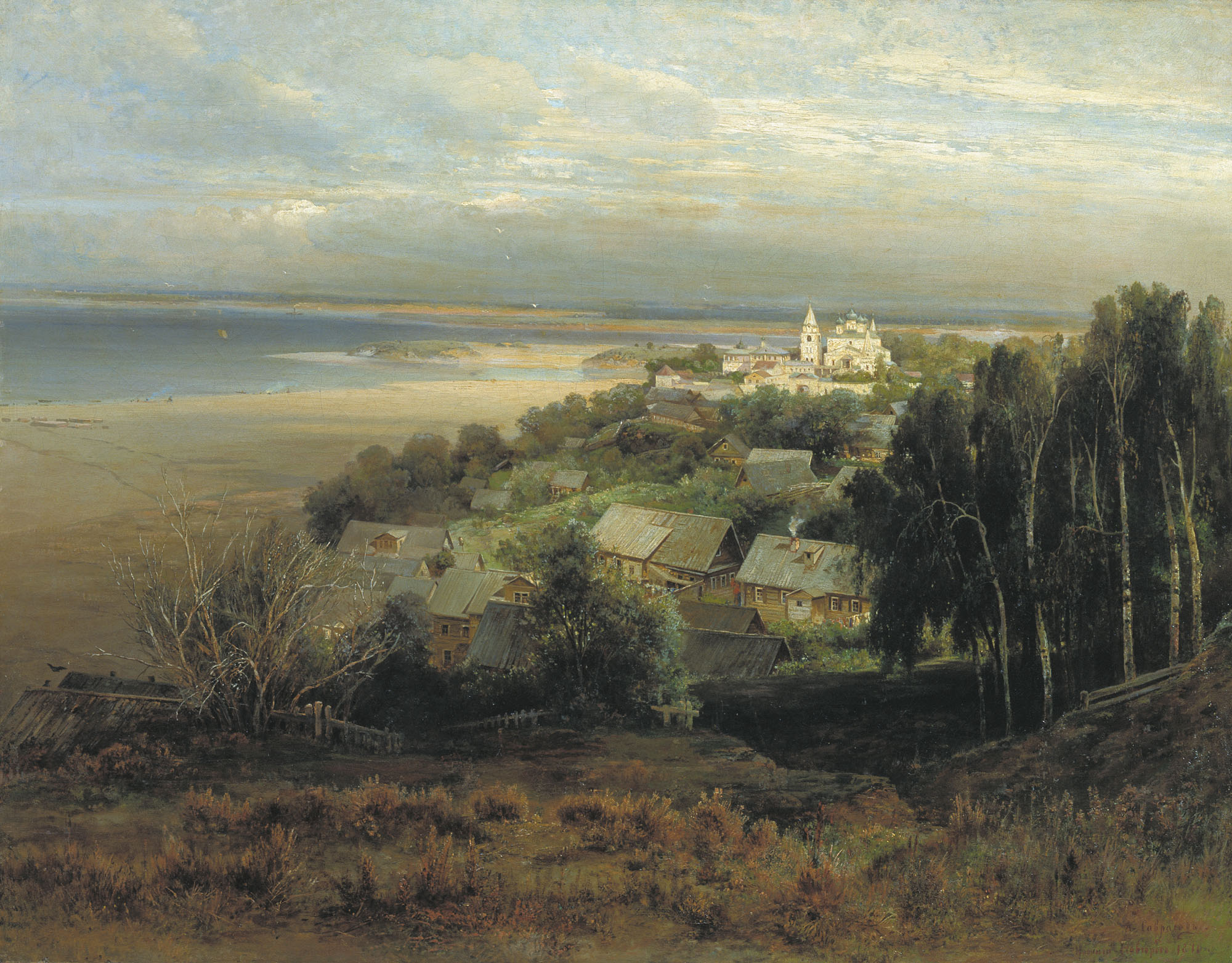
А. К. Саврасов. Печерский монастырь близ Нижнего Новгорода. 1871
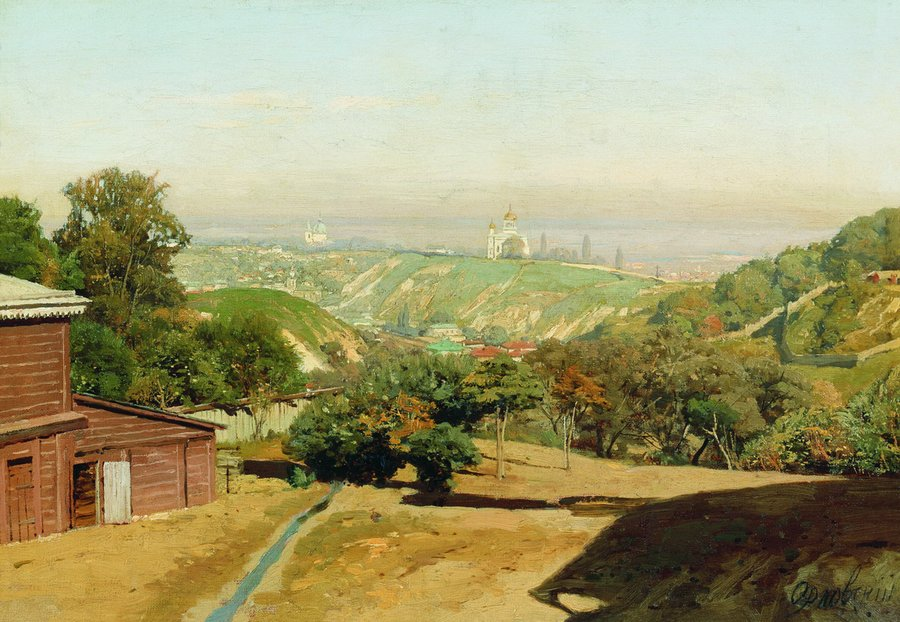
В. Д. Орловский. Нижний Новгород. 1880-е
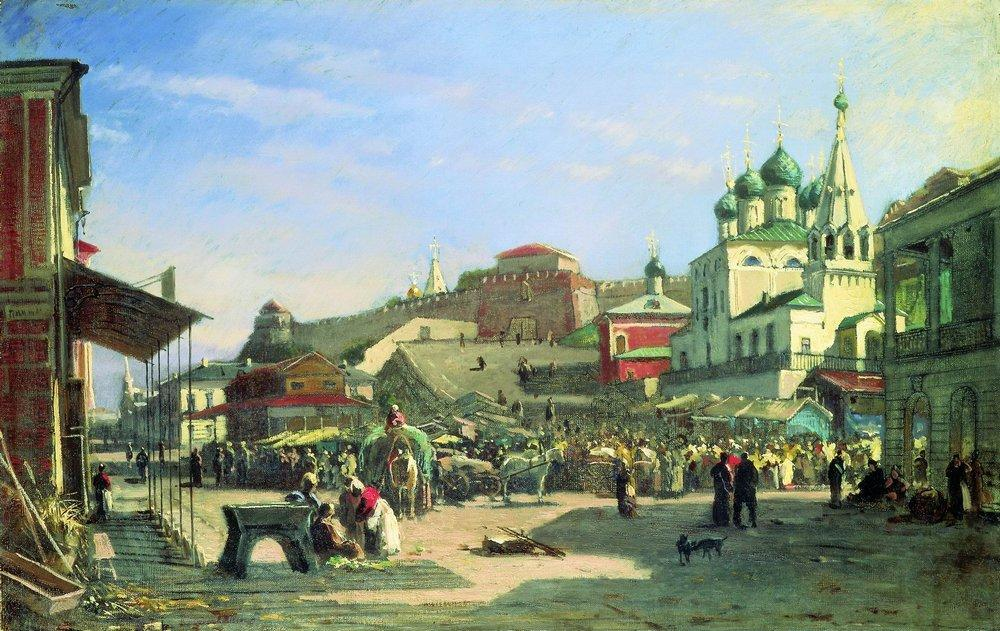
А. П. Боголюбов. Нижний базар. 1878
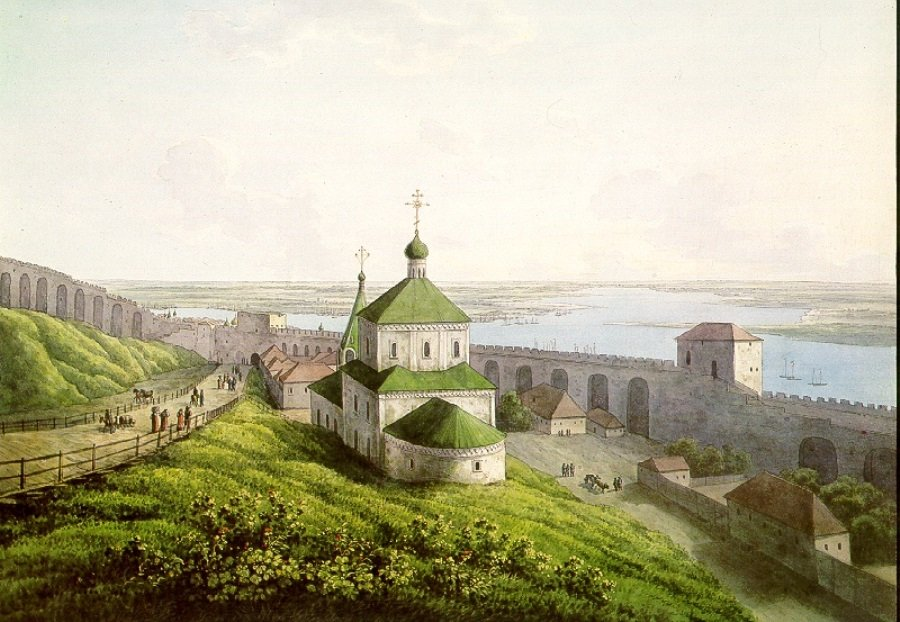
А. Е. Мартынов. Церковь святого Симеона Столпника в Кремле. 1806
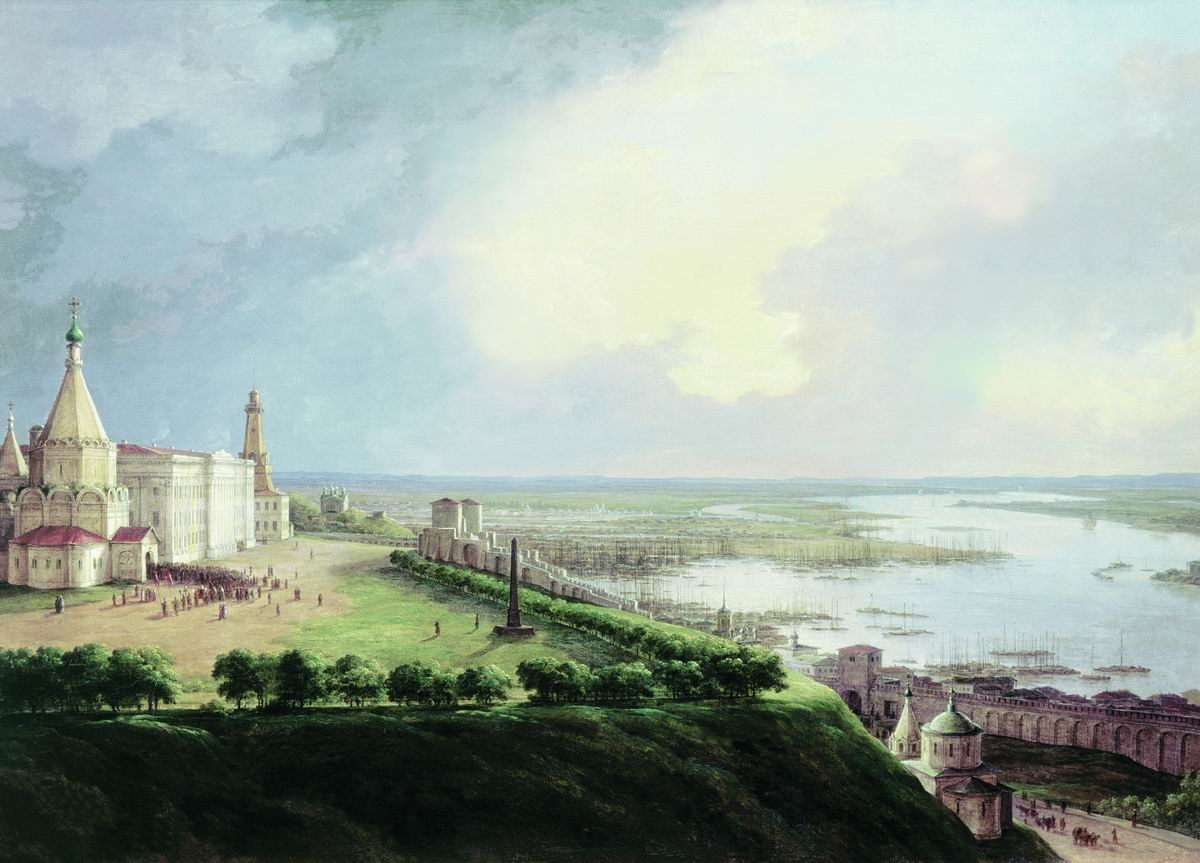
Н. Г. Чернецов. Вид Нижнего Новгорода. 1837
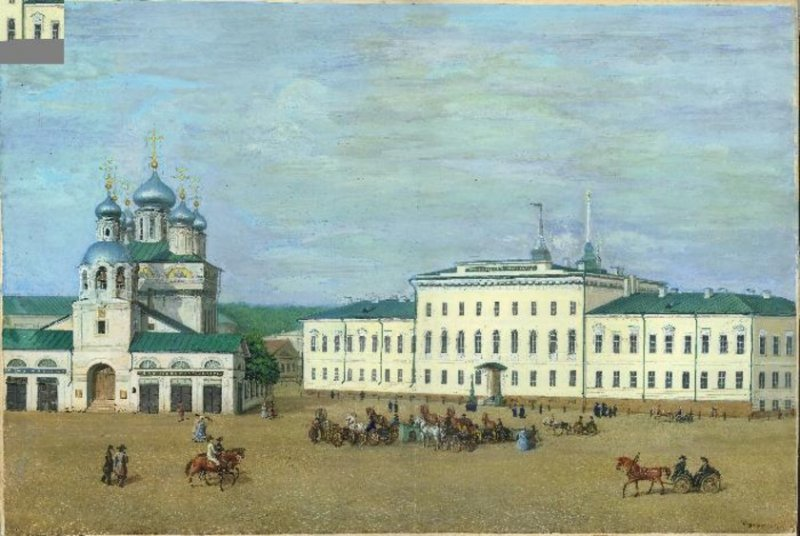
П. Шмельков. Благовещенская площадь. 1867
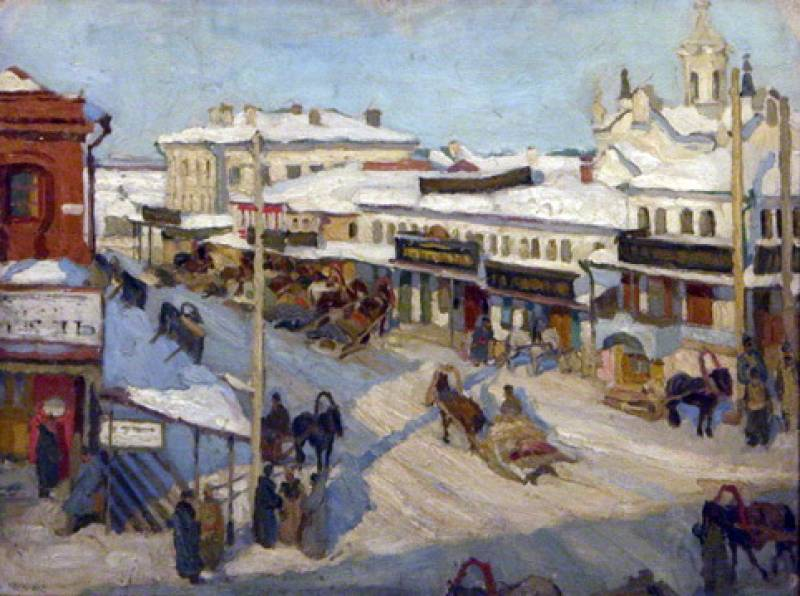
К. Ф. Юон. Нижний Новгород зимой. 1909
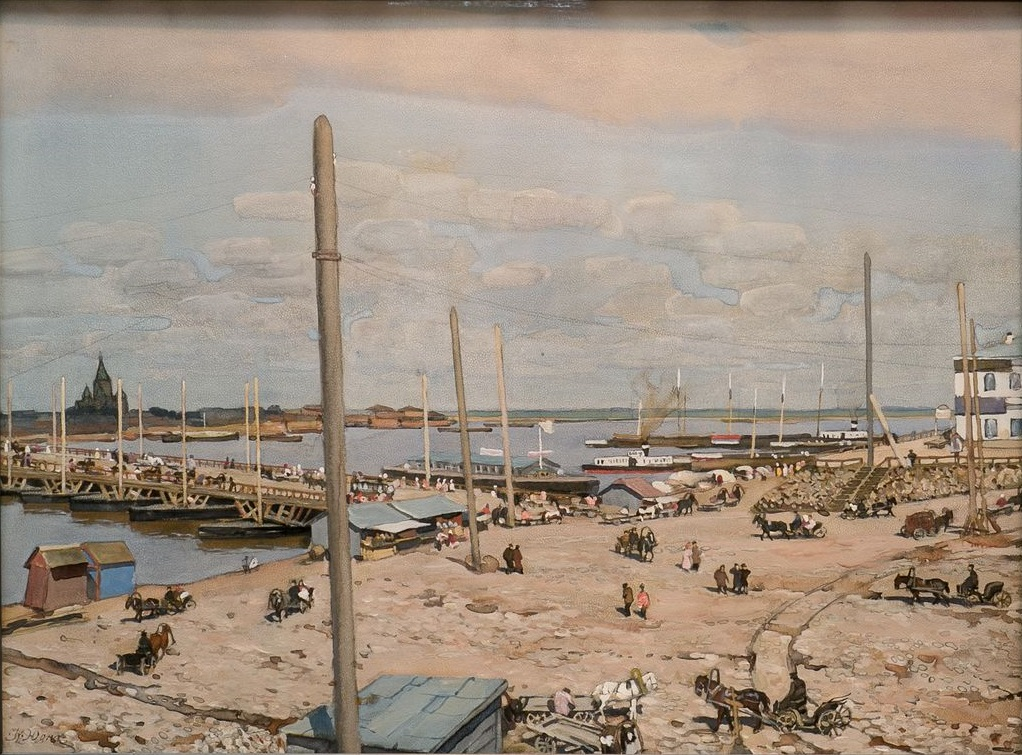
К. Ф. Юон. Мост через р. Оку в Н. Новгороде. 1908
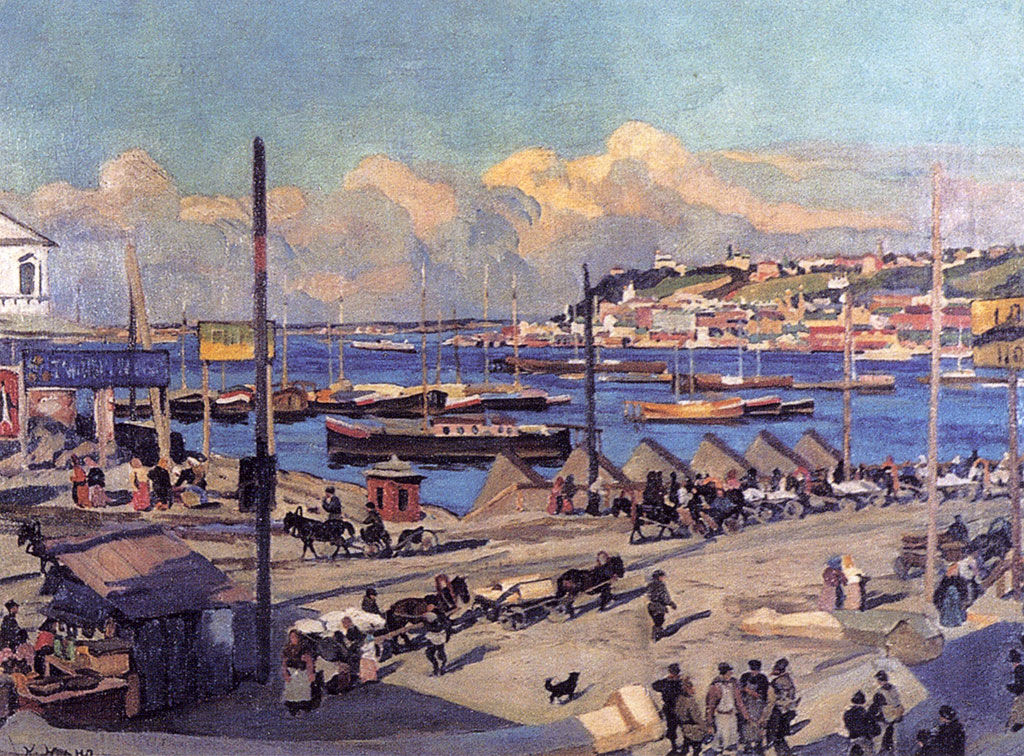
К. Ф. Юон. Пристань на Волге. 1912
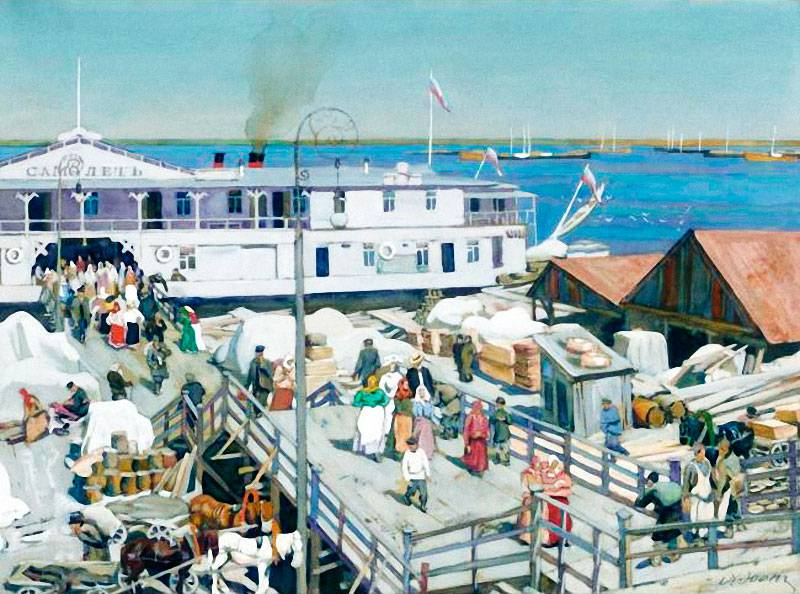
К. Ф. Юон. Пристань «Самолет» на Волге. Нижний Новгород. 1911
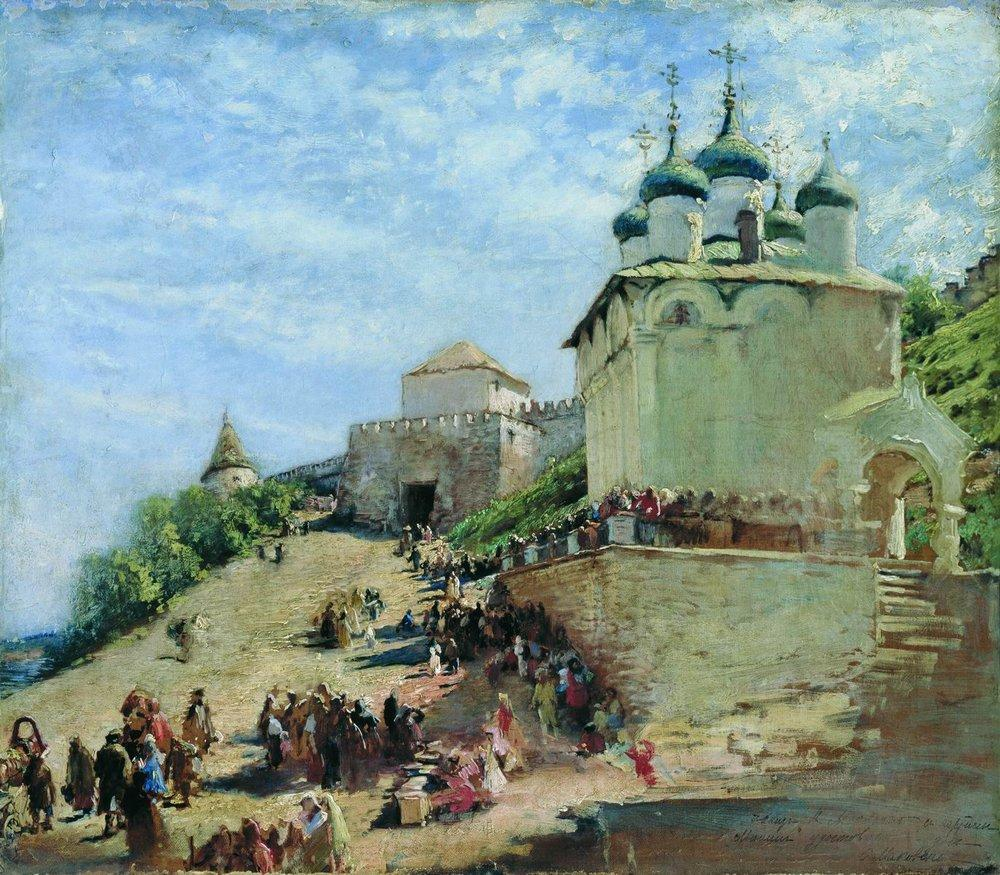
К. Е. Маковский. На площади у Ивановского съезда Нижегородского Кремля. 1890
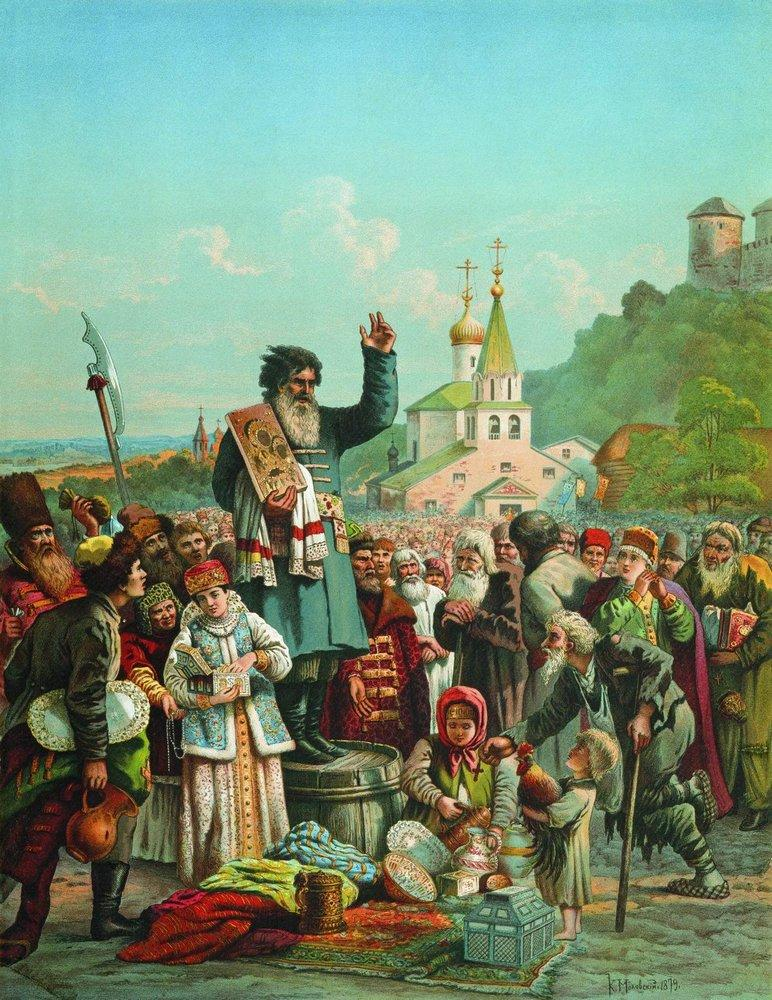
К. Е. Маковский. Воззвание Кузьмы Минина к нижегородцам в 1611 году.

### Графика

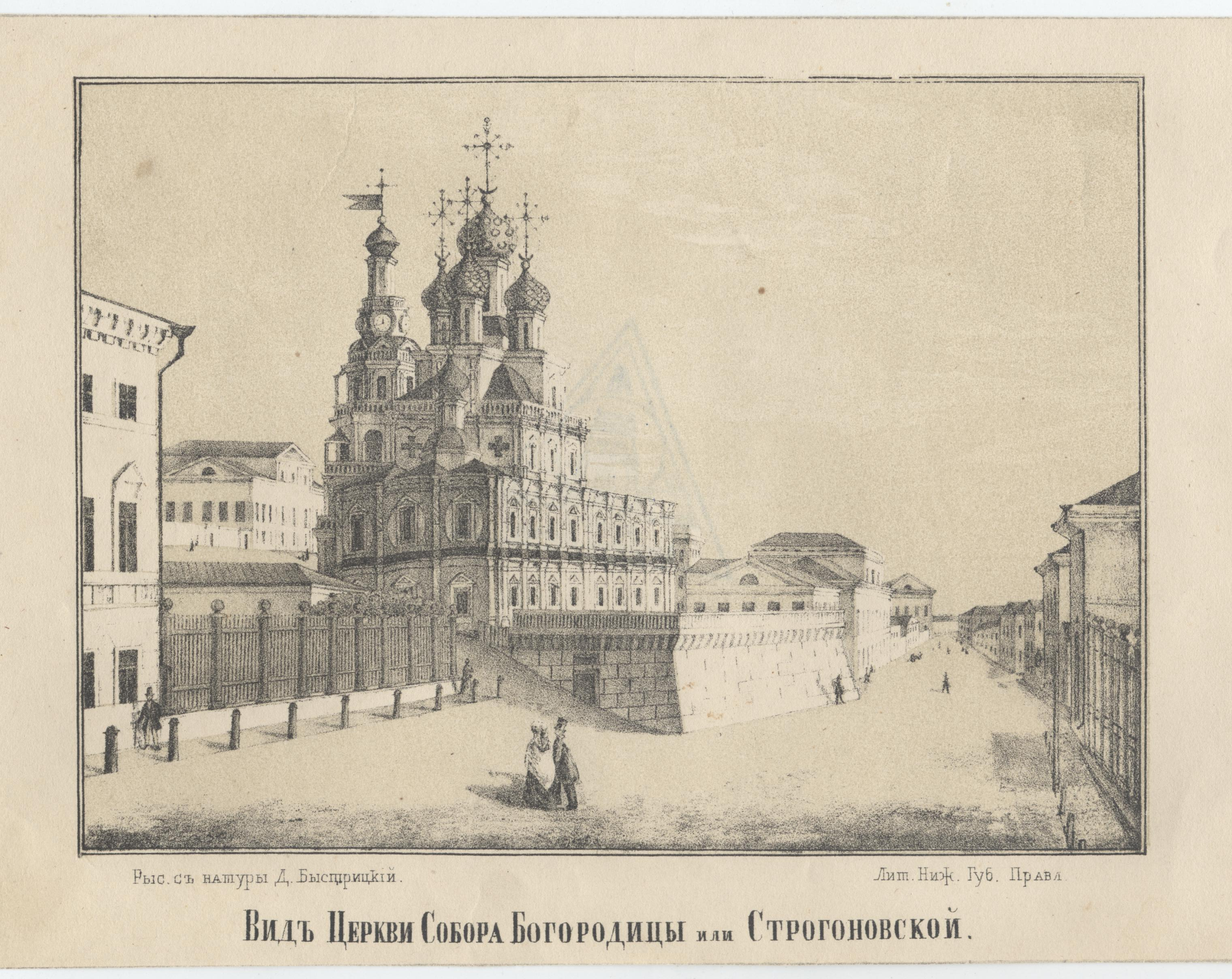
Д. Я. Быстрицкий. Строгановская церковь. Литография. 1850

Образы Нижнего Новгорода использовались художниками в различных видах графики — рисунке, гравюре, литографии, офорте и других. Известные серии таких работ:
- Серия литографий Андре Дюрана. 1844 год
- Цикл литографий и гравюр Быстрицкого. 1850-е годы
- Ксилографии Роберта Сирса. 1855 год.
- Цикл рисунков Нижегородского кремля и архитектуры Нижнего Новгорода С. Л. Агафонова. 1940-е года.
- П. К. Рыбаков — серия офортов «Улицы Старого Нижнего». 1944 год.

### Монументальное искусство
- Памятник Минину и Пожарскому на площади Народного Единства. Автор проекта — И. П. Мартос, скульптор — З. К. Церетели
- Серия скульптур на улице Большой Покровской
- Серия скульптур на улице Рождественской
- Обелиск в честь Минина и Пожарского, авторы проекта — А. И. Мельников и И. П. Мартос
- Монументальные панно в интерьере станции метро «Горьковская»

### Промышленная графика

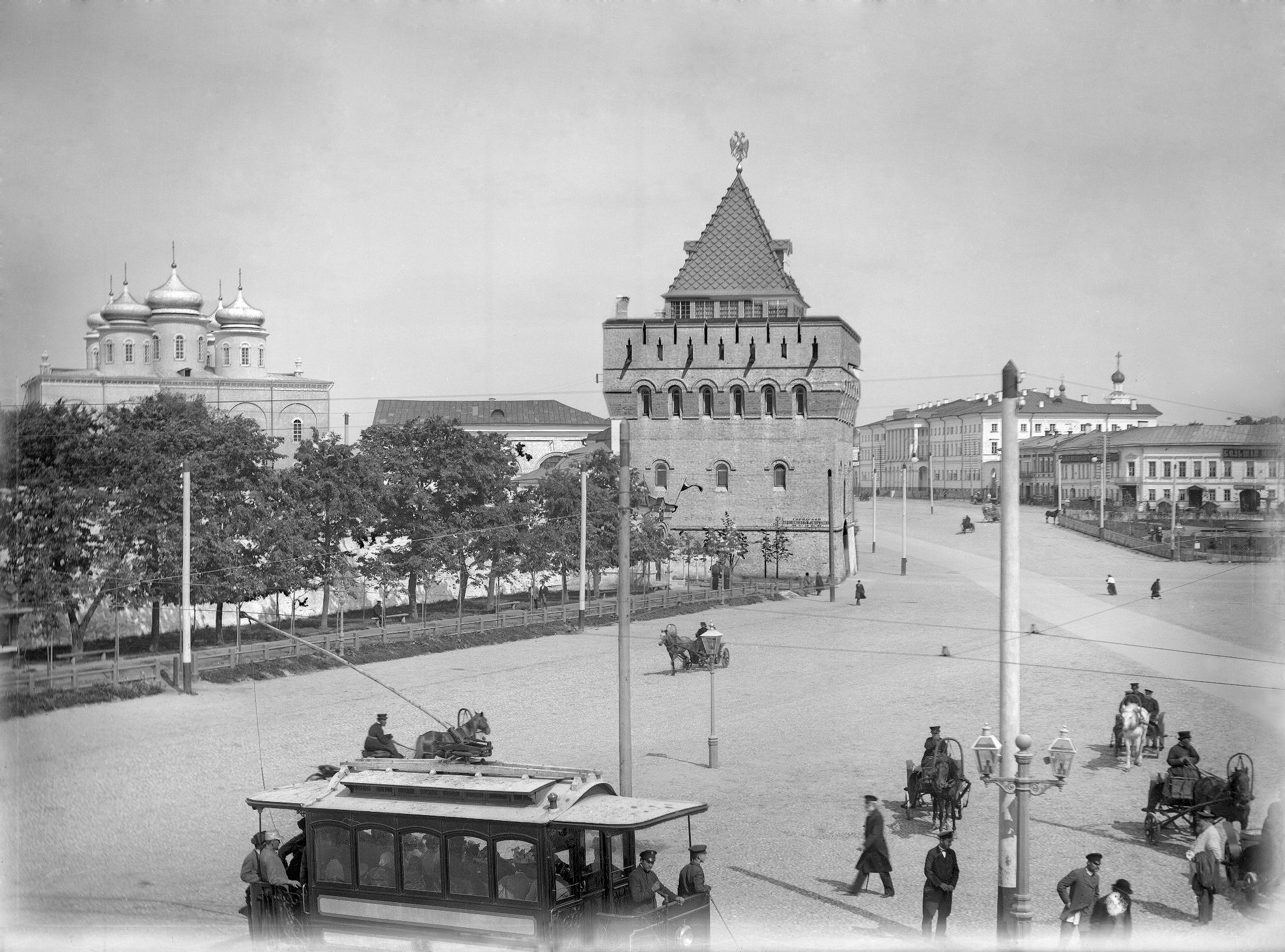
Благовещенская площадь. Андрей Карелин. 1896 год

#### Нижний Новгород на открытках

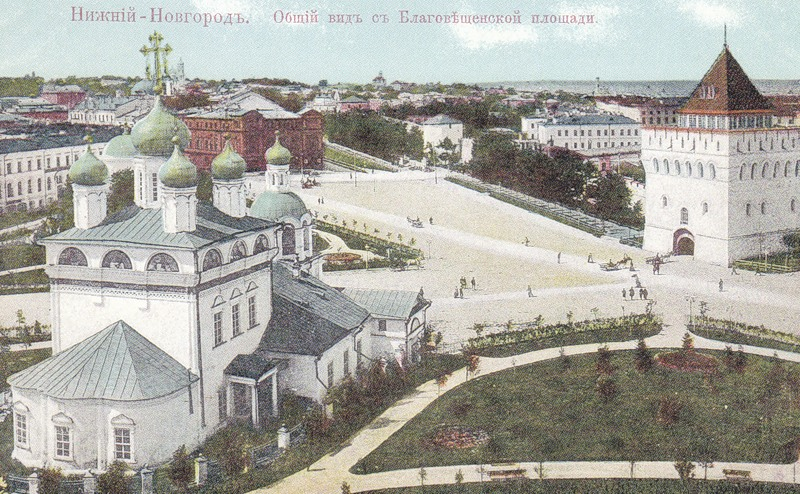
Благовещенская площадь на открытке Максима Дмитриева

- Во второй половине XIX века Иван Шишкин и Андрей Карелин совместно создали серию открыток с различными видами Нижнего Новгорода. В тандеме, фотографией занимался Карелин, а Шишкин эти фотографии раскрашивал акварелью.
- Знаменитую серию открыток с видами города создал и раскрасил многие из них Максим Дмитриев. Самыми популярными видами той эпохи были различные церкви и соборы, Кремль и Благовещенская площадь.
- Во второй половине XX века на открытках наиболее часто изображаются Кремль, магазин «Детский мир», Чкаловская лестница и Рождественская церковь.

#### Нижний Новгород на марках

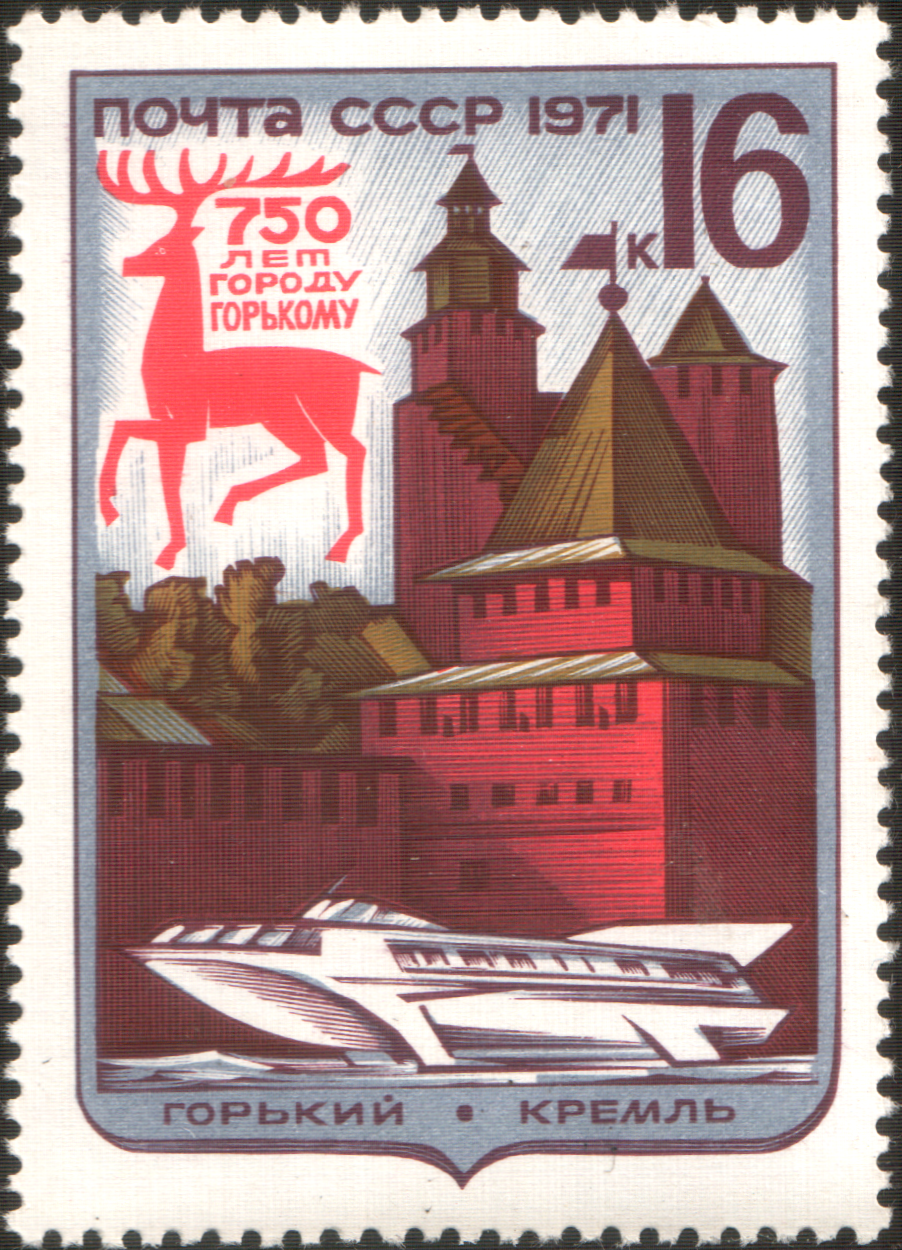
750 лет городу Горькому. Горький. Кремль (1971)
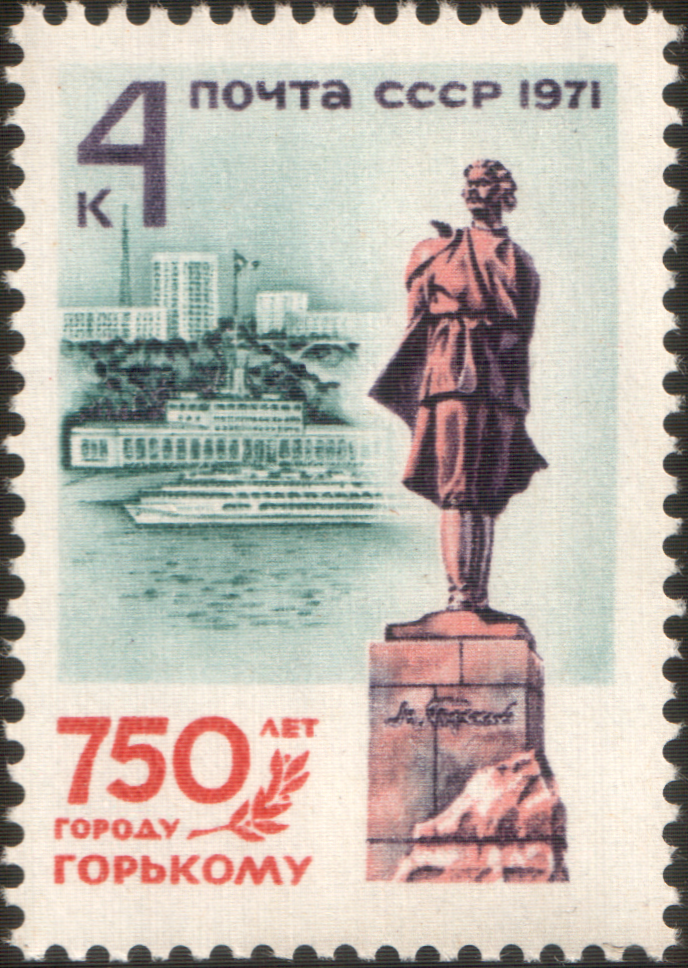
750 лет городу Горькому. Памятник Максиму Горькому (1971)
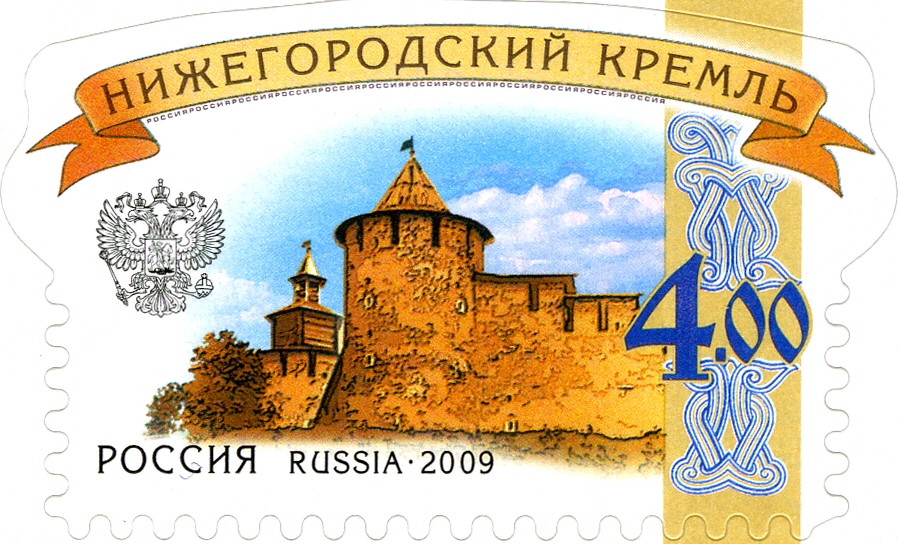
Нижегородский кремль (2009)
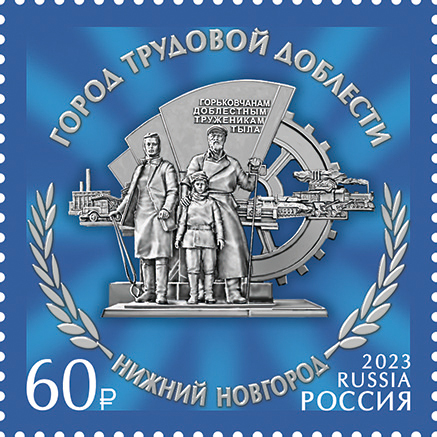
Почтовая марка России, 2023 год. Скульптурная композиция «Горьковчанам — доблестным труженикам тыла» (скульптор А.А. Щитов)
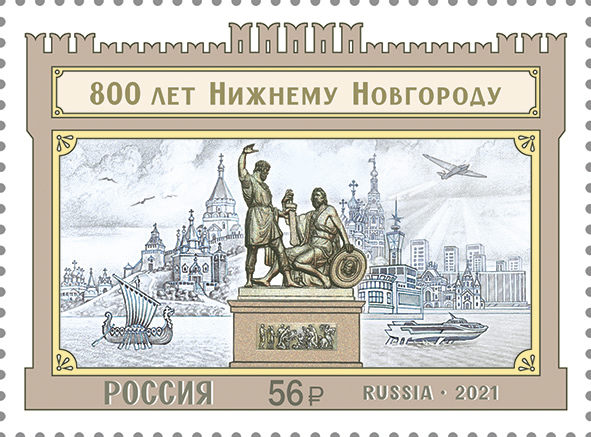
Почтовая марка 2021 год. Празднование 800-летия Нижнего Новгорода

## Музыка

### Вокальные произведения
- FS — Мой город Горький
- RomaRick feat. Killah Boo — Нижегородская правда
- Strannik & Korshun & Ket — Песня про Нижний Новгород
- Temak — Песня про Нижний Новгород
- Александр Морозов — Гимн Нижнего Новгорода (Нижегородская лирическая)
- Белый День — Сормовская лирическая
- В. Ковалёв — Горьковчанка
- В. Готовцева и Л. Серебренников — Сормовская лирическая
- Владимир Нечаев — Сормовская лирическая
- Георг Отс — Сормовская лирическая
- Гимн Торпедо Нижний Новгород
- Джем — Мой город Нижний Новгород
- Ирочка PSP — Песня про Нижний Новгород
- И. Д Кобзон и В. В. Толкунова — Мой город Горький
- Лиза Прудовская — Песня про Нижний Новгород
- Николай Тюханов — Нижегородская ярмарка
- Л. Л. Борткевич — Сормовская лирическая
- Площадь М — Нижний Новгород
- Полковник и однополчане — Волга да Ока
- Руслан Уфимский — Нижегородка
- Эдуард Хиль — Сормовская лирическая
- Юрий Кроха — Гимн Нижнего Новгорода

### Музыканты и музыкальные группы
- 7000$
- F.P.G.
- Uma2rmaH
- Полковник и однополчане
- Хроноп
- Чиж & Co
- Элизиум

## Разговорный жанр
- Город Горький

## Кинематограф

### Фильмы
Горький (Нижний Новгород) неоднократно становится съёмочной площадкой для отечественного кинематографа.
- 1950-е годы. В Горьком снимается фильм «Екатерина Воронина» о непростой судьбе советской девушки, ставшей одним из руководителей речного порта. В картине много натурных съёмок на Верхневолжской набережной, улице Советской, Минина, Пискунова. Ряд сцен сняты в Театре драмы. Романтическое свидание героев Михаила Ульянова и Нонны Мордюковой проходит с видом на ночную Стрелку[1].
- 1960-е годы. Продолжительные эпизоды эвакуации первых дней войны фильма Ивана Пырьева «Свет далёкой звезды» были сняты на горьковской пристани. Узнаваема в этой киноленте Нижне-Волжская набережная. Жители близлежащих домов по просьбе съёмочной группы заклеивали окна бумажными крестами.
- 1970-е годы. Все события фильма Николая Розанцева «Ещё не вечер» происходят в Горьком. 15-летняя Инна Ковалёва пошла работать на Горьковский автомобильный завод во время войны и связала с ним всю свою жизнь. Съёмки проходили на территории ГАЗа, около Кремля, на набережных и в кафе города. Удивительно, но в «роли» театра драмы выступил дом политического просвещения (ныне — концертный зал «Юпитер»)[1].
- 1980-е годы. В середине 1980-х в Горьком снимали сразу два полнометражных фильма «Конец операции „Резидент“» и «Жизнь Клима Самгина». При этом если первый отражал современный развивающийся социалистический город, то второй успешно создавал иллюзию старой, дореволюционной Москвы[2]. В 1988 году здесь снимали картину «Мисс миллионерша» с Николаем Караченцовым. Его герой посещает кафе «Чайка», Мытный рынок, гуляет по Большой Покровской и улице Горького. Коренные нижегородцы в качестве недостатка монтажа отметили, что праздничная процессия на центральной улице регулярно меняет направление своего движения на противоположное[1].
- 1990-е. Главным фильмом, снятым в Нижнем Новгороде в этот период стал проект 1994 года Никиты Михалкова «Утомлённые солнцем». Посёлок Зелёный Город, с середины XX века являющийся местом дачного отдыха руководящей элиты города и имеющий в силу этого особый статус части Нижегородского района, и одна из дач стали местом развития событий практически всего фильма[3]. Эта работа отмечена кинопремией «Оскар» и Гран-при Каннского кинофестиваля.
- 2000-е. «Жмурки» — «хулиганский» проект Алексея Балабанова, учившегося в студенческие годы в Горьком, переполнен видами Нижнего, тёмных дворов и закоулков исторического центра. Когда для достоверности отражаемого периода с некоторых центральных улиц стали эвакуировать иномарки старше 1995 года, нижегородцы серьёзно обсуждали якобы проводящийся спецрейд налоговой полиции[4]. Для съёмок фильма «На игре» режиссёр Павел Санаев превратил Нижний Новгород в виртуальное пространство компьютерной игры. В картину вошли лучшие панорамные виды города, его исторического центра[1]. Благодаря картине «Овсянки» панораму на Канавинский мост и заречную часть города от набережной Федоровского увидели даже зрители Венецианского кинофестиваля[5].

Кроме перечисленных, в городе снимались фильмы «Впервые замужем» (1979 год), «Васса» (1982 год), «Мать» (1989 год), «Фортуна» (2000 год), «Выпускной» (2014 год), «Я худею» (2018 год).

### Сериалы
- «Отель „Президент“» (2013 год)[8]
- «Метод» (2015 год)[9]
- «Московская борзая» (2015—2018)
- «Акушер» (2022 год)

## Город в нумизматике (монеты) и в филателии (марки)

### Памятники архитектуры
Серии монет 2000—2006 годов «Памятники архитектуры» достоинством 3 рубля.
В 2021 году была выпущена марка Почты России, посвященная 800-летию Нижнего Новгорода, на которой изображены достопримечательности города.
|                            |                                     |                          |
| 2000: Нижегородский кремль | 2006: Здание Государственного банка | 2021: Марка Почты России |

### Поэзия до 1917 г.
- А. С. Пушкин — «Евгений Онегин» (отрывок)
- В. Л. Пушкин — «К жителям Нижнего Новгорода»
- Н. А. Добролюбов — «Родимый город»

### Поэзия после 1917 г.
- Б. П. Корнилов — «Усталость тихая, вечерняя», «В Нижнем Новгороде с откоса»
- Ю. А. Андрианов — «Осенняя обитель», «Храм Жён Мироносиц»
- Б. Е. Пильник — «Чай»[10]
- М.С. Татаринов "Нижегородские  сказки "

### Художественная проза

#### Классические произведения
- Максим Горький — «На дне», «Мать»

#### Фантастика
- Сергей Семёнов — «Вселенная Метро 2033: Чужими глазами»